# 7134 Ikeuchisatoru
7134 Ikeuchisatoru este un asteroid din centura principală de asteroizi.

## Descriere
7134 Ikeuchisatoru este un asteroid din centura principală de asteroizi. A fost descoperit pe 24 octombrie 1993 la Oizumi de Takao Kobayashi. El prezintă o orbită caracterizată de o semiaxă mare de 2,42 ua, o excentricitate de 0,18 și o înclinație de 12,0° în raport cu ecliptica.